# Marc Fischbach
Marc Fischbach (ur. 22 lutego 1946 w Luksemburgu) – luksemburski polityk, parlamentarzysta krajowy i europejski, długoletni minister, w tym w latach 1984–1989 minister obrony, a w latach 1989–1998 minister sprawiedliwości.

## Życiorys
Syn polityka Marcela Fischbacha. Uczył się m.in. w Athénée de Luxembourg, w 1969 ukończył studia prawnicze w Nancy. Odbył następnie praktykę adwokacką i notarialną. Praktykował później w zawodzie notariusza. Swoją karierę polityczną związał z Chrześcijańsko-Społeczną Partią Ludową. Był pracownikiem frakcji poselskiej partii. W latach 1979–1984 zasiadał w Izbie Deputowanych. W tym samym okresie sprawował mandat posła do Parlamentu Europejskiego I kadencji, pracował w tym czasie w Komisji ds. Regulaminu i Petycji W 1982 został zastępcą burmistrza Luksemburga.
Z ramienia partii chadeckiej sprawował później funkcje ministerialne. 20 lipca 1984 w pierwszym rządzie premiera Jacques’a Santera i wicepremiera Jacques’a Poosa został ministrem rolnictwa i winogrodnictwa, ministrem sił policyjnych (obrony), ministrem służb publicznych oraz ministrem ds. kultury fizycznej i sportu. Funkcje te pełnił przez pięć lat. 14 lipca 1989 w drugim gabinecie Jacques’a Santera objął stanowiska ministra edukacji narodowej, ministra sprawiedliwości i ponownie ministra służb publicznych. Na pierwszych dwóch stanowiskach pozostał również w utworzonym 13 lipca 1994 trzecim rządzie Jacques’a Santera. 26 stycznia 1995 w nowo powstałym rządzie Jean-Claude’a Junckera powierzono mu urzędy ministra sprawiedliwości, ministra budżetu oraz ministra ds. relacji z parlamentem. Zakończył urzędowanie w trakcie rekonstrukcji z 30 stycznia 1998.
Został następnie sędzią Europejskiego Trybunału Praw Człowieka, w którym orzekał do 2004. W latach 2004–2012 był pierwszym luksemburskim rzecznikiem praw obywatelskich. W 2012 objął funkcję przewodniczącego organizacji branżowej COPAS.